# マイケル・オレン

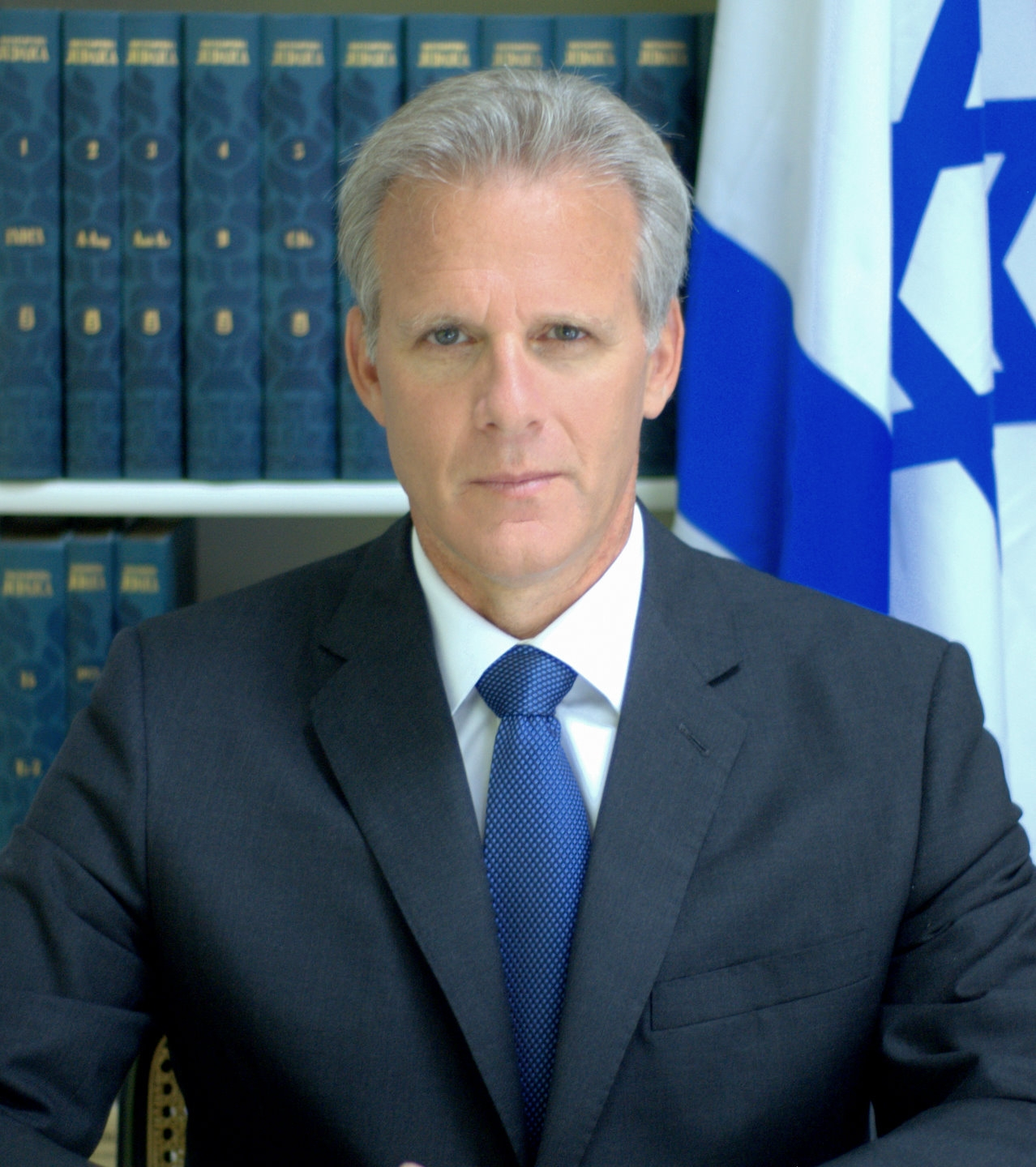
マイケル・オレン

マイケル・オレン（Michael B. Oren、1955年-）は、イスラエルの歴史学者、著作家。元アメリカ駐在イスラエル大使（2009年5月3日 – 2013年9月30日）、元クネセト議員（当選1回）。

## 経歴
マイケル・スコット・ボーンスタイン（Michael Scott Bornstein）としてニューヨーク州に生まれる。コロンビア大学およびプリンストン大学で学び、博士号取得。1979年、イスラエルに移住。イスラエル国防軍の空挺兵として1982年のレバノン内戦に参戦する。2006年から2008年にかけて、ハーバード大学、エール大学、ジョージタウン大学の客員教授を務めた。
2009年5月3日、アメリカ駐在イスラエル大使に就任。イスラエルは、二重国籍者を国際代表とすることを禁じているため、この時にアメリカ国籍を放棄した。2013年に退任。ベンヤミン・ネタニヤフ首相が、側近のロン・ダーマンを後任に望んだためという。

## 著作
- Origins of the second Arab-Israel war: Egypt, Israel and the great powers, 1952-56, F. Cass, 1992.
- Six days of war: June 1967 and the making of the modern Middle East, Oxford University Press, 2002.

『第三次中東戦争全史』、滝川義人訳、原書房, 2012
- Power, faith, and fantasy: America in the Middle East, 1776 to the present, W. W. Norton & Co., 2007.